# Ostraciidae
Poissons-coffres
Famille
Les Ostraciidae sont une famille de poissons de l'ordre des Tetraodontiformes, communément appelés poissons-coffres. L'évolution les a dotés d'une sorte d'exosquelette composé de plaques osseuses hexagonales soudées,. qui les protègent des prédateurs récifaux.
Ils appartiennent à la catégorie des brouteurs : ce sont notamment des brouteurs de coraux et d'algues.
Ils sont capables de gonfler d'eau leur chambre branchiale, et de retenir leur respiration durant plusieurs minutes. En vidant cette eau ils se dégonflent en perdant 20 à 30 % de leur volume apparent.

## Source de bioinspiration
Paradoxalement, bien que son armure l'empêche d'onduler comme la plupart des autres poissons, et bien qu'il ne bénéficie pas des profils hydrodynamiques dont l'évolution a doté la plupart des autres poissons, il se montre capable dans son milieu (y compris dans les eaux turbulentes) de manœuvres rapides et précises. Ce paradoxe a été d'abord attribué à sa forme supposée réduire sa traînée, contribuer à un réalignement automatique dans le flux et à diriger les écoulements du flux en créant des vortex,. Puis en 2014 il a été montré que son hydrodynamique est en fait moins performante que celui des autres poissons (pour une nage rapide et linéaire), mais qu'en créant des moments déstabilisants il permet au poisson-coffre de tourner sur lui-même et d'adopter toutes sortes d'angles tout en maîtrisant des suites de mouvements plus complexes. Il contrôle ces mouvements par ses nageoires caudale, pectorales, dorsale et anale. La caudale, de grande taille, est utilisée comme gouvernail,,.
C'est pourquoi dans le domaine du design de carrosserie automobile et de la microrobotique la forme des Ostraciidae a été source de bioinspiration pour la forme de voitures et de micro-véhicules sous-marins (MUV) bioinspirés : un dispositif électromécanique inséré dans un corps rigide imitant celle du poisson-coffre, propulsé par une queue oscillante et dirigé par une paire de nageoires latérales indépendantes a été testé. L'objectif était la détection et l'étude de micro-organismes marins, l'exploration d'épaves, l'inspection de conduites ou la contribution à des réseaux de capteurs subaquatiques,,,.

## Liste des genres et espèces
Selon FishBase (14 mars 2014) :

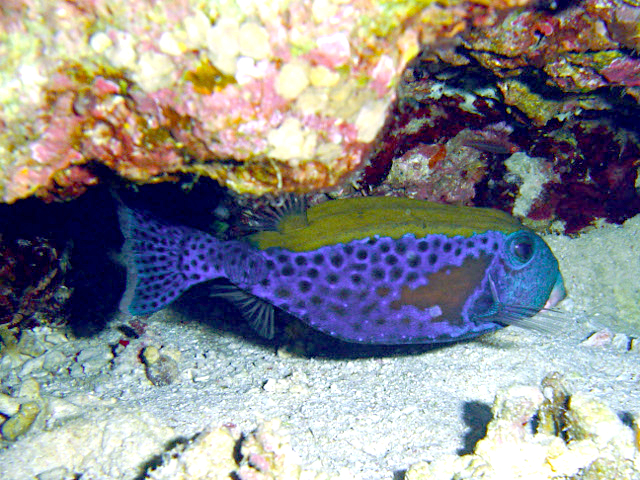
Ostracion cyanurus

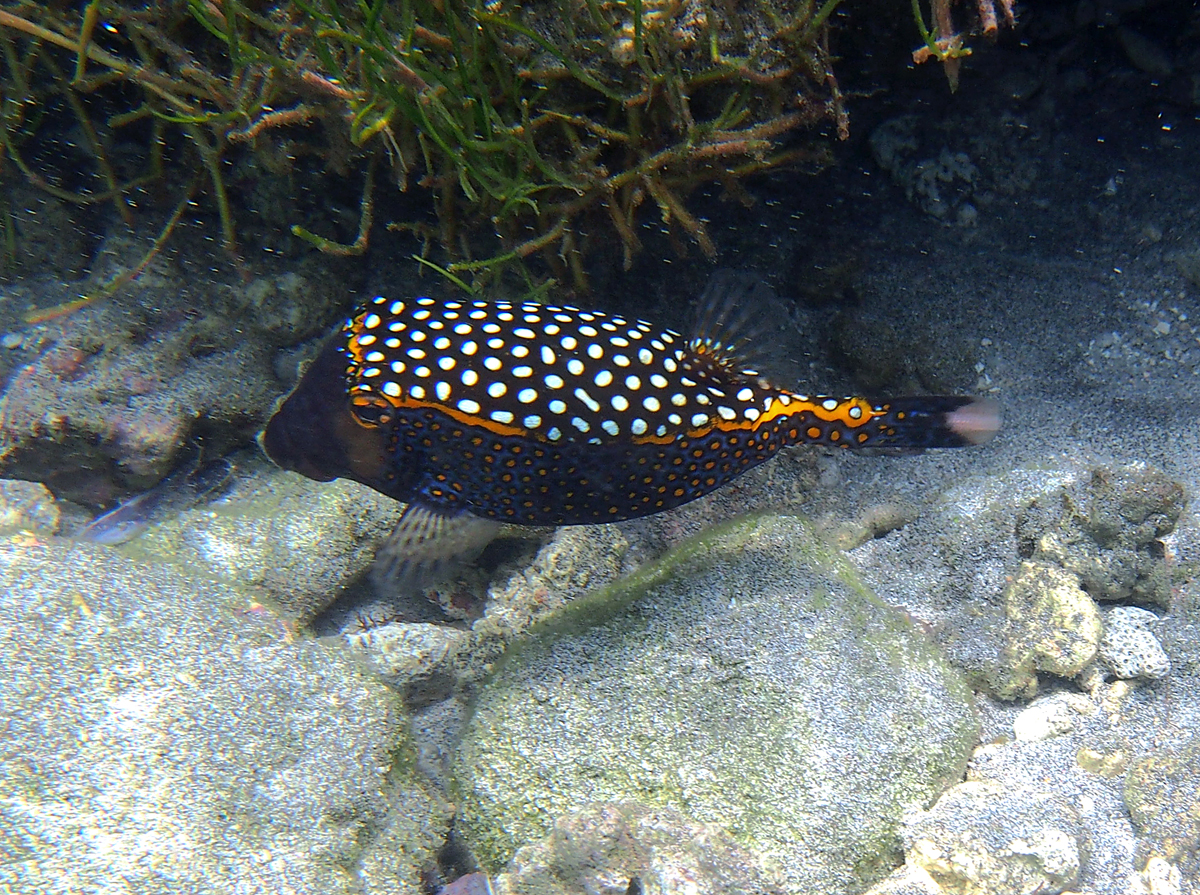
Ostracion meleagris mâle

- genre Acanthostracion Bleeker, 1865
  - Acanthostracion guineensis (Bleeker, 1865).
  - Acanthostracion notacanthus (Bleeker, 1863).
  - Acanthostracion polygonius Poey, 1876. -- Poisson-coffre nid d'abeille
  - Acanthostracion quadricornis (Linnaeus, 1758). -- Poisson-coffre taureau
- genre Lactophrys Swainson, 1839
  - Lactophrys bicaudalis (Linnaeus, 1758). -- Poisson-coffre zinga
  - Lactophrys trigonus (Linnaeus, 1758).
  - Lactophrys triqueter (Linnaeus, 1758). -- Poisson-coffre mouton
- genre Lactoria Jordan & Fowler, 1902
  - Lactoria cornuta (Linnaeus, 1758). -- Poisson-vache à longues cornes
  - Lactoria diaphana (Bloch & Schneider, 1801).
  - Lactoria fornasini (Bianconi, 1846).
  - Lactoria paschae (Rendahl, 1921).
- genre Ostracion Linnaeus, 1758
  - Ostracion cubicus Linnaeus, 1758. -- Poisson-coffre jaune
  - Ostracion cyanurus Rüppell, 1828. -- Poisson-coffre à points bleus
  - Ostracion immaculatus Temminck & Schlegel, 1850.
  - Ostracion meleagris Shaw, 1796. -- Poisson-coffre pintade ou Coffre à taches blanches
  - Ostracion nasus Bloch, 1785.
  - Ostracion rhinorhynchos Bleeker, 1852.
  - Ostracion solorensis Bleeker, 1853.
  - Ostracion trachys Randall, 1975. -- Poisson-coffre à peau dure
  - Ostracion whitleyi Fowler, 1931.
- genre Paracanthostracion
  - Paracanthostracion lindsayi (Phillipps, 1932).
- genre Tetrosomus Swainson, 1839
  - Tetrosomus concatenatus (Bloch, 1785).
  - Tetrosomus gibbosus (Linnaeus, 1758). -- Poisson-coffre pyramide ou à bosse
  - Tetrosomus reipublicae (Ogilby, 1913).
  - Tetrosomus stellifer (Bloch & Schneider, 1801).

| Selon ITIS (14 mars 2014) : - sous-famille Aracaninae - genre Anoplocapros Kaup, 1855 - genre Aracana Gray, 1838 - genre Caprichthys McCulloch et Waite, 1915 - genre Capropygia Kaup, 1855 - genre Kentrocapros Kaup, 1855 - genre Polyplacapros Fujii et Uyeno, 1979 - sous-famille Ostraciinae - genre Acanthostracion Bleeker, 1865 - genre Lactophrys Swainson, 1839 - genre Lactoria Jordan et Fowler, 1902 - genre Ostracion Linnaeus, 1758 - genre Paracanthostracion Whitley, 1933 - genre Tetrosomus Swainson, 1839 | Selon World Register of Marine Species (14 mars 2014) : - genre Acanthostracion Bleeker, 1865 - genre Lactophrys Swainson, 1839 - genre Lactoria Jordan & Fowler, 1902 - genre Ostracion Linnaeus, 1758 - genre Paracanthostracion - genre Rhinesomus Swainson, 1839 - genre Rhynchostracion Fraser-Brunner, 1935 - genre Tetrosomus Swainson, 1839 |

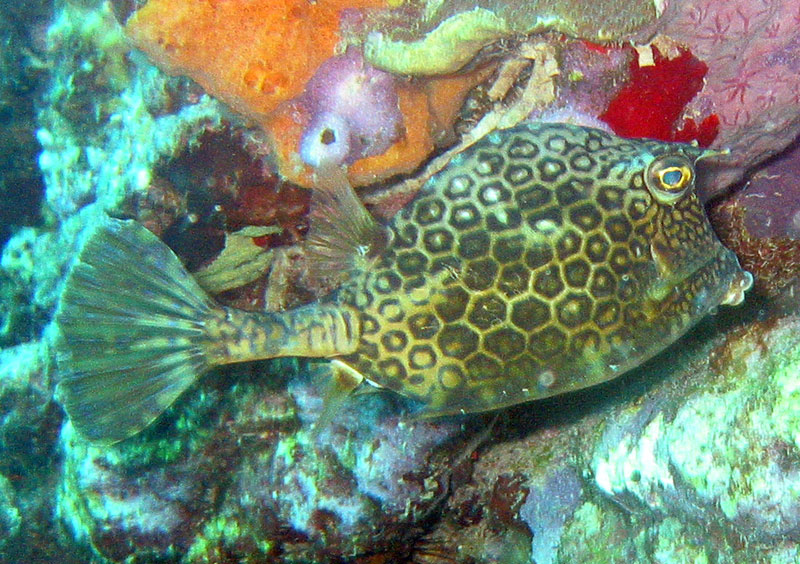
Acanthostracion polygonius
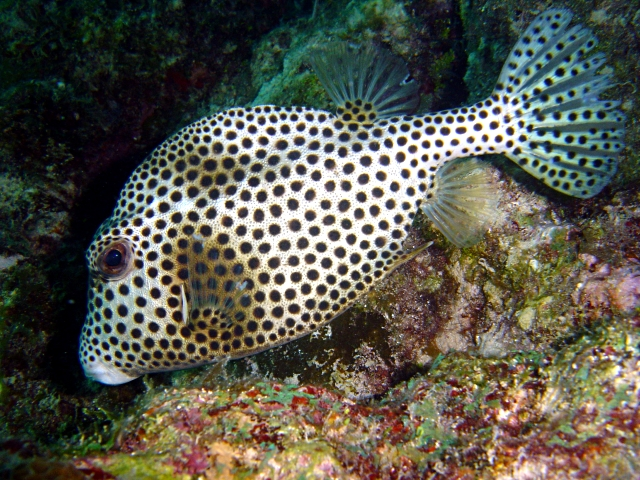
Lactophrys bicaudalis
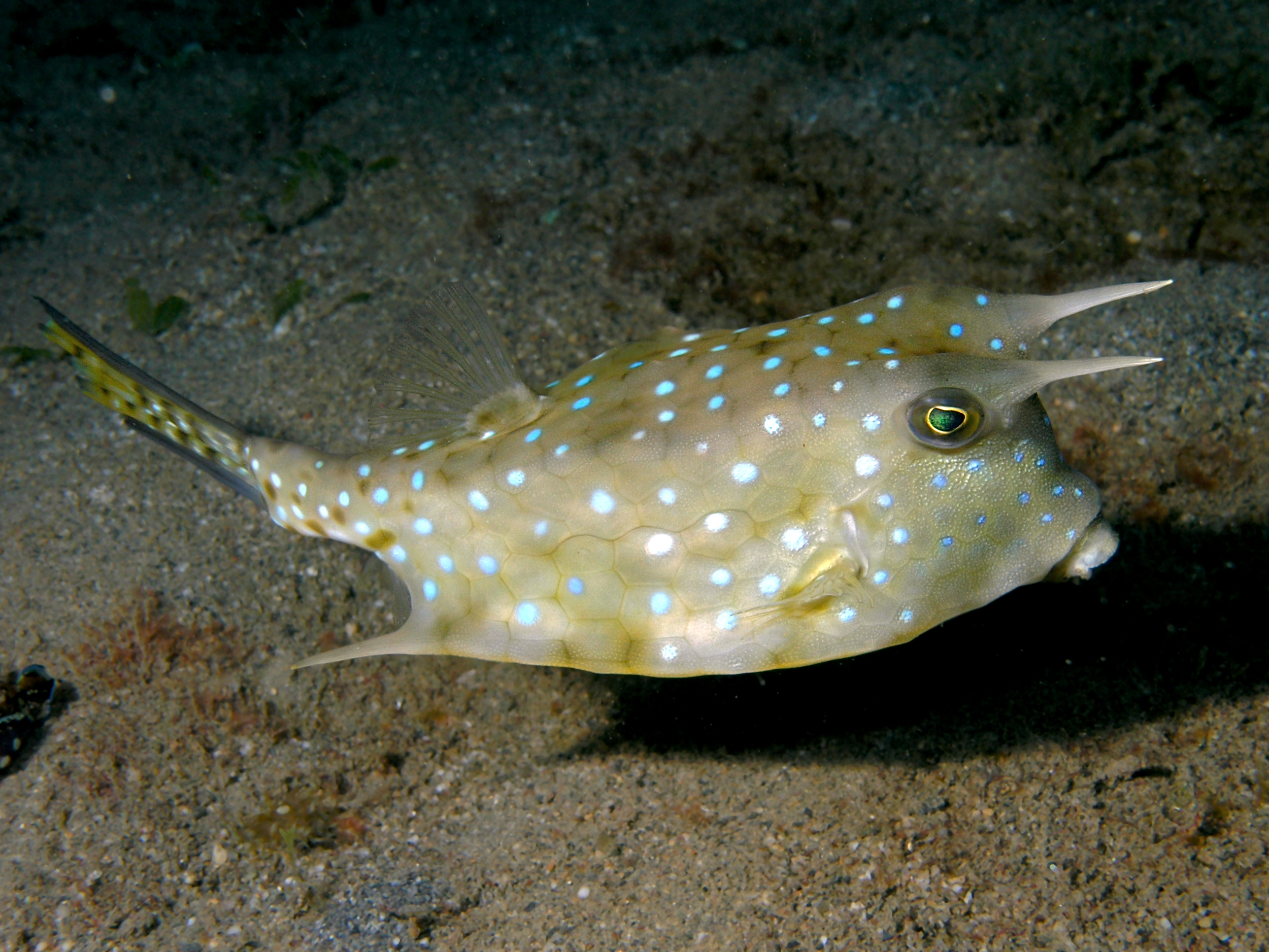
Lactoria cornuta
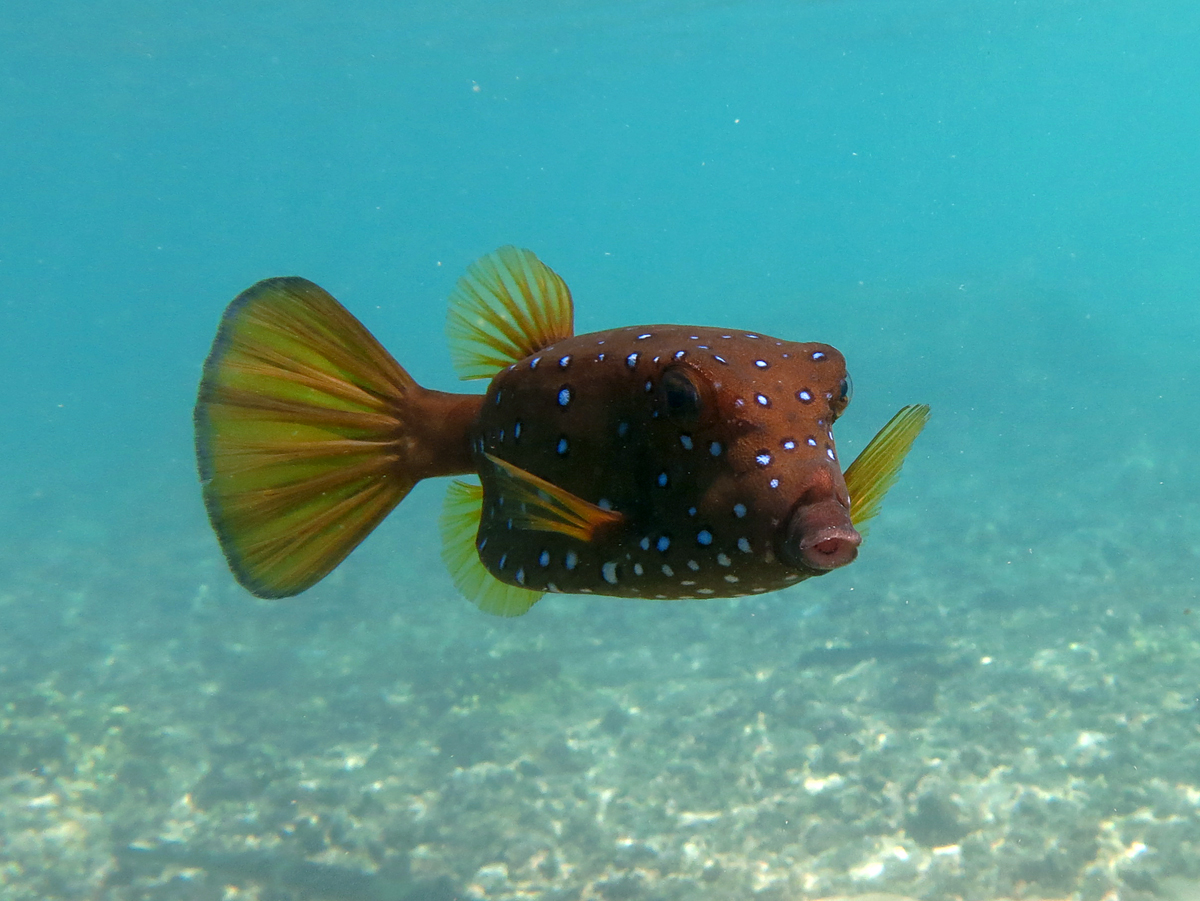
Ostracion cubicus (forme brune)
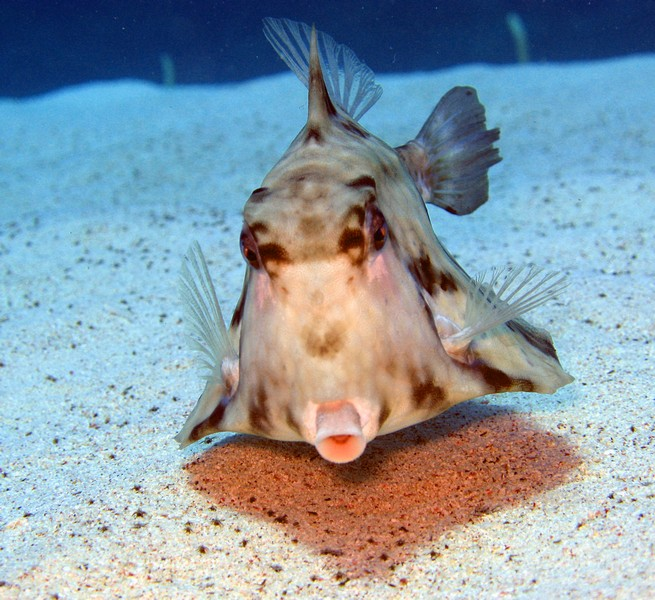
Tetrosomus gibbosus